# Liolaemus alticolor
Liolaemus alticolor är en ödleart som beskrevs av  Barbour 1909. Liolaemus alticolor ingår i släktet Liolaemus och familjen Tropiduridae.

## Underarter
Arten delas in i följande underarter:
- L. a. walkeri
- L. a. alticolor